# Oruchuban Ebichu
Oruchuban Ebichu (おるちゅばんエビちゅ ; tạm dịch: Ebichu chú chuột quản gia) là một bộ manga Nhật Bản của tác giả Risa Itō được xuất bản bởi Futabasha. Bộ truyện xuất hiện lần đầu trên tạp chí Shufutoseikatsusha Giga & chan vào những năm 1990 và sau đó là trên Action Pizazz của Futabasha.
Sau khi phát hành, bộ truyện đã được Gainax chuyển thể thành anime nhưng hoạt hình bởi Tập đoàn TAC. Phim phát sóng lần đầu với sáu tập tám phút vào năm 1999, chiếm một phần ba thời lượng của chương trình Modern Love's Silliness. Vì nội dung phim có chứa nhiều cảnh quan hệ tình dục, bạo lực và ngôn từ nhạy cảm nên chỉ được chiếu trên DirecTV Japan. Phiên bản chưa cắt của bộ phim cũng chỉ tồn tại ở định dạng DVD. Phim được tái hiện bằng nét vẽ nghệ thuật tối giản.
Vào năm 2018, một loạt phần tiếp theo của bộ truyện có tên là Oruchuban Ebichu Chu ~ đã được đăng trên tạp chí Manga Action vào năm 2018.

## Cốt truyện
Bộ truyện có nội dung chủ yếu xoay quanh những khám phá về quản gia (hay "người trông nhà") Ebichu - một hamster cái nhỏ nhắn màu lông trắng pha nâu (ở phần tai). Chủ của cô - người mà Ebichu gọi là Goshujin-sama ("Sư phụ") là một phụ nữ văn phòng độc thân 28 tuổi (25 tuổi trong bản anime), thường đưa ra những bình phẩm mang tính châm biếm và bạo hành Ebichu vì sự ngây thơ đến ngốc nghếch quá mức gây ra rắc rối của mình.
Ebichu là một quản gia trung thành với chủ. Để làm "Sư phụ" vui, cô thường dành lời khen ngợi không ngớt cho chủ nhân; cố gắng cứu vớt những quyết định tồi tệ của cô chủ, chẳng hạn như việc mắng mỏ người bạn trai đáng ghét, chưa trưởng thành, mà Ebichu đặt biệt danh là Kaishounachi (người đàn ông vô dụng). Ngoài ra, Maa-kun và Hanabataki - hai người bạn của cô chủ Ebichu và một số nhân vật trong bộ truyện khác cũng xuất hiện.

## Nhân vật
Ebichu (エビちゅ) Lồng tiếng bởi: Kotono Mitsuishi (三石琴乃)
Một hamster cái có nhiệm vụ trông nom ngôi nhà của chủ nhân. Cô là một quản gia trung thành và đa năng, dù đôi khi thiếu tế nhị và hay đùa cợt với mọi người. Cô cũng thường khiến chủ nhân của mình xấu hổ, và kết quả là bị đánh. Vào ban đêm, cô sẽ bí mật trở thành Ebichuman và đi khắp nơi để đưa ra lời khuyên về tình dục cho nhiều người. Mọi người xung quanh Ebichu chỉ đơn giản gọi cô là "chuột" (nezumi) và ít khi gọi cô bằng tên. Món ăn ưa thích của Ebichu là pho mát camembert và kem rum nho khô.
OL (phụ nữ văn phòng) hay "Sư phụ" (ご主人ちゃま Goshujin-chama) Lồng tiếng bởi: Michie Tomizawa (富沢美智恵)
Chủ nhân của Ebichu. Là người nghiện hút thuốc, thích uống rượu, có khao khát kết hôn và thường xuyên đánh đập Ebichu.
Kaishounachi (かいしょなち Người đàn ông vô dụng) Lồng tiếng bởi: Tomokazu Seki (関智一)
Bạn trai của OL. Anh là một người lười biếng, chưa trưởng thành, yêu thích pachinko. Tuy anh thường xuyên lừa dối OL nhưng lại dễ dàng được tha thứ.
Maa-kun (マァくん) Lồng tiếng bởi: Mitsuo Iwata (岩田光央)
Một người đàn ông hiền lành và ấm áp có sự hưng phấn tình dục đối với Ebichu và thường cố gắng để bạn gái cùng tham gia vào sự tôn sùng với Ebichu.
Watanabe-san (渡辺さん) hoặc Hanabataki-san (花畑さん) Lồng tiếng bởi: Kae Araki (荒木 香恵)
Một người bạn của Goshujin-sama và là một nội trợ dày dặn kinh nghiệm. Cô luôn tươi cười và xuất hiện xung quanh những đóa hoa.
Mẹ OL (ご主人ちゃま母親)
Mẹ của Goshujin-chama. Bà là người luôn lo lắng cho con gái của mình.
Kobayashi-san (小林さん)  và Quý cô Kobayashi (小林婦人)
Một cặp vợ chồng mới cưới vừa chuyển đến cạnh căn hộ của Sư phụ".

### Các nhân vật khác
Những nhân vật này chỉ xuất hiện trong bộ truyện chính nhưng không xuất hiện trong bản hoạt hình.
Dobuyosi-kun (どぶ吉くん)
Một con chuột đực là bạn của Ebichu. Cậu thường ghen tị với sự nổi tiếng của Ebichu.
Tanukio (タヌキオ)
Một con gấu mèo có tinh hoàn co lại mỗi khi nói dối.

## Việc phát triển
Nguồn gốc của anime bắt nguồn từ các buổi ghi âm giọng nói cho Neon Genesis Evangelion. Kotono Mitsuishi, nữ diễn viên lồng tiếng cho nhân vật Misato Katsuragi, sẽ đọc truyện manga Ebichu giữa các đoạn và cười vì sự hài hước. Cô sẽ cho người khác xem những gì mà cô đang đọc và cuối cùng, người ta quyết định rằng bộ truyện đáng để làm một bộ phim hoạt hình. Kết quả là cô được chọn lồng tiếng cho nhân vật chính Ebichu. Ngoài ra, trong Neon Genesis Evangelion, Misato uống lon bia nhãn hiệu Ebisu. Tuy nhiên, trong một tập phim, các lon bia được dán nhãn "Ebichu Ichiban" ở phía trên cùng với bức ảnh nhỏ của một chú chuột hamster có một cái tai trắng và một cái tai nâu (giống như Ebichu), mặc dù màu sắc đôi tai của chúng lại ở hai phía đối lập (tai nâu của hamster trên lon bia là ở bên phải, trong khi tai nâu của Ebichu lại nằm bên trái).
Người hâm mộ đôi khi nói đùa rằng Ebichu là đối cực hoàn toàn của Hamtaro, một bộ anime nổi tiếng dành cho trẻ em kể về một chú chuột hamster trong những cuộc phiêu lưu lành mạnh hơn.
Đồ chơi thú nhồi bông Ebichu có sẵn trong máy gắp thú nhồi bông và có thể được tìm thấy trên eBay.
Nhạc chủ đề mở đầu của các tập phim là "Nande Kana" (なんでかな "Sao lại thế nhỉ"), do Kotono Mitsuishi thể hiện. Nhạc chủ đề cuối phim, được chia sẻ với các chương trình khác trong tuyển tập các bộ phim ngắn "Sự ngốc nghếch của tình yêu thời hiện đại", là "Kumokumo Gake ni Konma Takeyafu" (くもくもがけにこんまたけやふ), bởi Minami Karasuyama thuộc 6th Street Production thể hiện.